# Mark Livolsi
Mark Livolsi (Mount Lebanon, 10 aprile 1962 – Pasadena, 23 settembre 2018) è stato un montatore statunitense.
È stato montatore di film come Il diavolo veste Prada (2006) e The Blind Side (2009).

## Filmografia
- Vanilla Sky (2001 regia di Cameron Crowe)
- Pieces of April (2003 regia di Peter Hedges)
- The Girl Next Door (2004 regia di Luke Greenfield)
- My Suicidal Sweetheart (2005 regia di Michael Parness)
- Wedding Crashers (2005 David Dobkin)
- Elizabethtown (2005 regia di Cameron Crowe)
- The Devil Wears Prada (2006 regia di David Frankel)
- Fred Claus (2007 regia di David Dobkin)
- Marley & Me (2008 regia di David Frankel)
- The Blind Side (2009 regia di John Lee Hancock)
- The Big Year (2011 regia di David Frankel)
- We Bought a Zoo (2011 regia di Cameron Crowe)
- Saving Mr. Banks (2013 regia di John Lee Hancock)
- The Judge (2014 regia di David Dobkin)
- The Jungle Book (2016 regia di Jon Favreau)
- Wonder (2017 regia di Stephen Chbosky)
- The Lion King (2019 regia di Jon Favreau)